# Australian Open 2018 (rolstoelvrouwendubbel)
Op het Australian Open 2018 speelden de rolstoelvrouwen de wedstrijden in het dubbelspel op donderdag 25 en vrijdag 26 januari 2018 in het Melbourne Park te Melbourne.

## Toernooisamenvatting
Van de Nederlandse titelhoudsters Jiske Griffioen en Aniek van Koot had de eerste zich niet voor deze editie van het toernooi ingeschreven. Van Koot speelde samen met landgenote Diede de Groot – zij bereikten de finale.
Het eerste reekshoofd, Marjolein Buis (Nederland) en Yui Kamiji (Japan), won het toernooi. In de finale versloegen zij het als tweede geplaatste Nederlandse koppel Diede de Groot en Aniek van Koot in twee sets. Het koppel Buis / Kamiji won al eerder dubbelspeltitels, recentelijk op het Japan Open in Iizuka in mei 2017, op Roland Garros 2017 en op het BNP Paribas Open de France in Parijs in juni 2017.

## Geplaatste teams
| Nr. | Team                          | Resultaat   | Uitgeschakeld door        |
| --- | ----------------------------- | ----------- | ------------------------- |
| 1.  | Marjolein Buis Yui Kamiji     | winnaressen | winnaressen               |
| 2.  | Diede de Groot Aniek van Koot | finale      | Marjolein Buis Yui Kamiji |

## Toernooischema
| Legenda | Legenda                  |
| ------- | ------------------------ |
| Q       | Qualifier                |
| WC      | Deelname via wildcard    |
| LL      | Lucky Loser              |
| r       | Opgave / trok zich terug |
| w/o     | Walk-over                |
| Alt     | Alternate                |
| SE      | Special Exempt           |
| PR      | Protected Ranking        |
| d       | Diskwalificatie          |

|  | eerste ronde | eerste ronde                   | eerste ronde                  | eerste ronde | eerste ronde |                                    |   | finale | finale | finale | finale | finale |
|  |              |                                |                               |              |              |                                    |   |        |        |        |        |        |
|  | 1            | Marjolein Buis Yui Kamiji      | 6                             | 6            |              |                                    |   |        |        |        |        |        |
|  |              | Kgothatso Montjane Lucy Shuker | 1                             | 3            |              |                                    |   |        |        |        |        |        |
|  |              | Kgothatso Montjane Lucy Shuker | 1                             | 3            | 1            | Marjolein Buis Yui Kamiji          | 6 | 6      |        |        |        |        |
|  |              |                                |                               |              |              | Marjolein Buis Yui Kamiji          | 6 | 6      |        |        |        |        |
|  |              | 2                              | Diede de Groot Aniek van Koot | 0            | 4            |                                    |   |        |        |        |        |        |
|  |              | 2                              | Diede de Groot Aniek van Koot | 0            | 4            | Sabine Ellerbrock Katharina Krüger | 2 | 4      |        |        |        |        |
|  |              |                                |                               |              |              | Sabine Ellerbrock Katharina Krüger | 2 | 4      |        |        |        |        |
|  | 2            | Diede de Groot Aniek van Koot  | 6                             | 6            |              |                                    |   |        |        |        |        |        |